# Argentyna na Zimowych Igrzyskach Olimpijskich 2018

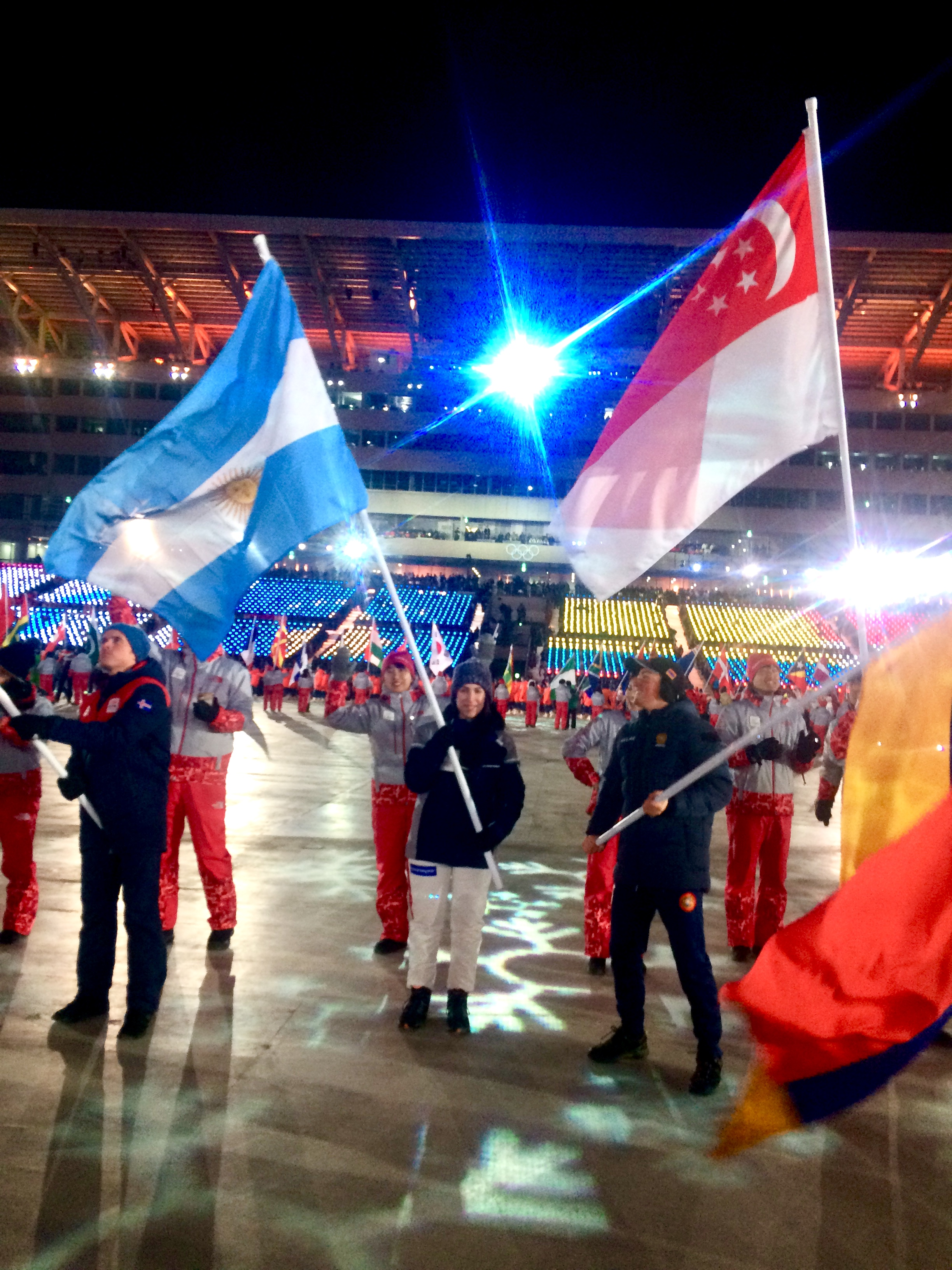
Verónica María Ravenna w roli chorążego reprezentacji Argentyny na ceremonii zamknięcia igrzysk w Pjongczangu

Argentyna na Zimowych Igrzyskach Olimpijskich 2018 – występ kadry sportowców reprezentujących Argentynę na igrzyskach olimpijskich w Pjongczangu w 2018 roku.
W kadrze znalazło się siedmioro zawodników – czterech mężczyzn i trzy kobiety. Reprezentanci Argentyny wystąpili w dziewięciu konkurencjach w czterech dyscyplinach sportowych.
Chorążym reprezentacji Argentyny podczas ceremonii otwarcia igrzysk był Sebastiano Gastaldi, a podczas ceremonii zamknięcia – Verónica María Ravenna. Reprezentacja Argentyny weszła na stadion jako 43. w kolejności, pomiędzy ekipami z Armenii i Islandii.
Był to 19. start reprezentacji Argentyny na zimowych igrzyskach olimpijskich i 43. start olimpijski, wliczając w to letnie występy.

## Statystyki według dyscyplin
| Lp.     | Dyscyplina            | Mężczyźni | Kobiety | Łącznie |
| ------- | --------------------- | --------- | ------- | ------- |
| 1       | Biegi narciarskie     | 1         | 1       | 2       |
| 2       | Narciarstwo alpejskie | 1         | 1       | 2       |
| 3       | Saneczkarstwo         | –         | 1       | 1       |
| 4       | Snowboarding          | 2         | –       | 2       |
| Łącznie | Łącznie               | 4         | 3       | 7       |

## Skład reprezentacji

### Biegi narciarskie
| Konkurencja                                         | Zawodnik                | Czas    | Strata  | Miejsce |
| --------------------------------------------------- | ----------------------- | ------- | ------- | ------- |
| Bieg indywidualny kobiet na 10 km stylem dowolnym   | María Cecilia Domínguez | 34:16,1 | +9:15,6 | 87.     |
| Bieg indywidualny mężczyzn na 15 km stylem dowolnym | Matías Zuloaga          | 42:27,5 | +8:43,6 | 100.    |

### Narciarstwo alpejskie
| Konkurencja            | Zawodnik            | Przejazd 1 | Przejazd 1 | Przejazd 2 | Przejazd 2 | Czas łączny | Miejsce |
| Konkurencja            | Zawodnik            | Czas       | Miejsce    | Czas       | Miejsce    | Czas łączny | Miejsce |
| ---------------------- | ------------------- | ---------- | ---------- | ---------- | ---------- | ----------- | ------- |
| Slalom kobiet          | Nicol Gastaldi      | DNF        | DNF        | DNS        | DNS        | DNF         | DNF1    |
| Slalom gigant kobiet   | Nicol Gastaldi      | 1:18,06    | 44.        | 1:15,38    | 43.        | 2:33,44     | 42.     |
| Slalom gigant mężczyzn | Sebastiano Gastaldi | DNF        | DNF        | DNS        | DNS        | DNF         | DNF1    |

### Saneczkarstwo
| Konkurencja    | Zawodnicy              | Ślizg 1 | Ślizg 1 | Ślizg 2 | Ślizg 2 | Ślizg 3 | Ślizg 3 | Ślizg 4 | Ślizg 4 | Czas łączny | Miejsce |
| Konkurencja    | Zawodnicy              | Czas    | Miejsce | Czas    | Miejsce | Czas    | Miejsce | Czas    | Miejsce | Czas łączny | Miejsce |
| -------------- | ---------------------- | ------- | ------- | ------- | ------- | ------- | ------- | ------- | ------- | ----------- | ------- |
| Jedynki kobiet | Verónica María Ravenna | 47,175  | 22.     | 47,788  | 26.     | 47,739  | 24.     | NQ      | NQ      | 2:22,702    | 24.     |

### Snowboarding
| Konkurencja              | Zawodnik        | Kwalifikacje | Kwalifikacje | Kwalifikacje | Kwalifikacje | 1/8   | 1/4 | 1/2 | Finał | Finał | Finał | Finał | Miejsce |
| Konkurencja              | Zawodnik        | P1           | P2           | W            | M            | 1/8   | 1/4 | 1/2 | P1    | P2    | P3    | W     | Miejsce |
| ------------------------ | --------------- | ------------ | ------------ | ------------ | ------------ | ----- | --- | --- | ----- | ----- | ----- | ----- | ------- |
| Big Air mężczyzn         | Matías Schmitt  | 51,75        | 23,00        | 51,75        | 15. nq       | —     | —   | —   | NQ    | NQ    | NQ    | NQ    | 30.     |
| Slopestyle mężczyzn      | Matías Schmitt  | 50,86        | 20,68        | 50,86        | 12. nq       | —     | —   | —   | NQ    | NQ    | NQ    | NQ    | 24.     |
| Snowboard cross mężczyzn | Steven Williams | 1:17,12      | 1:15,35      | 1:15,35      | 29. Q        | 4. nq | NQ  | NQ  | NQ    | NQ    | NQ    | NQ    | 30.     |